# Scopula chinensis
Scopula chinensis är en fjärilsart som beskrevs av Sterneck 1927. Scopula chinensis ingår i släktet Scopula och familjen mätare. Inga underarter finns listade.